# Классический костюм
Костю́м (через фр. costume < итал. costume, от лат. consuesco — «привыкаю». Костюм буквально — «повседневная, привычная одежда») — традиционное верхнее платье (одежда), как правило, выполненное из одной ткани, традиционно мужское. Включает в себя пиджак, жилет, брюки. С середины XX века также дамское платье, обычно включает в себя жакет и юбку, однако есть и женские костюмы с жилетом и брюками (мало распространены).
В классический костюм чаще всего входят пиджак и брюки, реже жилет; его дополняют сорочка, галстук (либо «бабочка») и классические туфли; порой шляпа, нагрудный платок, запонки, карманные часы (цепочка от которых проводится сквозь разрезы для пуговиц на жилете).
Разнообразие костюмов может быть по цветовой гамме (популярные цвета: чёрный, серый, белый, тёмно-синий, тёмно-зелёный, бордовый, синий), по виду верхней одежды (пиджак, сюртук, визитка, фрак, смокинг, пальто, плащ), по рядам пуговиц (одно- и двубортные), по наличию или отсутствию жилета (однобортный или двубортный, как правило носится под однобортным пиджаком), по наличию аксессуаров (карманные часы, нагрудный платок, запонки), по форме лацканов и другим параметрам.
Классический костюм начал зарождаться ещё в середине XVII века при Версальском дворе короля Людовика XIV. Французскую моду перенимали другие страны, в частности Великобритания, где в начале XIX века появился прообраз современного костюма. Четыре столетия он был повседневной одеждой. В XVII веке его состав был таким — сюртук, белая блуза с жабо и пышными рукавами, камзол, бриджи, чулки и туфли. В XVIII и XIX веках обувью могли быть сапоги или туфли (в итоге закрепились последние), жабо сменил шейный платок, рубашка приобрела современный (более узкий) крой, брюки стали длинными. Вплоть до начала XX века были популярными трости и цилиндры. До Первой мировой войны ношение белых перчаток было обязательным для аристократов. До 1960-х годов, как правило, костюм включал жилет и шляпу, позднее это стало менее популярным. С 1960-х годов в моде закрепились костюмы-«двойка» с однобортными пиджаками, которые удерживают позиции до сих пор.
Традиционно классический костюм носили только мужчины, однако в XX веке, с укреплением роли женщины в обществе, его также стали носить женщины. Изначально классический костюм был повседневной одеждой, однако с рубежа 1950—1960-х годов он стал сдавать позиции и стал предметом одежды либо для ценителей классического стиля, либо для особых случаев (престижная работа, официальное мероприятие, праздник, посещение культурных заведений, выступление перед публикой).
Раньше портные делали костюмы на заказ из тканей заказчика, но с началом промышленной революции было запущено массовое производство и открыто множество магазинов, где широкий спектр товара есть в свободной продаже. Сейчас существуют несколько основных способов приобретения костюма — на заказ из собственных тканей, на заказ из каталога, приобретение готового костюма, а также приобретение элементов костюма по-отдельности.

## История мужского костюма
Костюм в различных вариациях уже четыре сотни лет является мужской одеждой. Он множество раз видоизменялся, но общие каноны оставались неизменными.

### Зарождение
Костюм, похожий на современный, появился во Франции XVII века. В то время он обычно состоял из парика, сюртука (он же камзол, отличается от сюртука XIX века), белой рубашки с высоким воротником, жабо, жилета, коротких брюк-бриджей до колен, белых чулок и туфель. Введён он был королём Людовиком XIV, законодателем мод того времени.
С появлением нового костюма кардинально изменилась мода — с дублетов и панталонов эпохи Возрождения на дворянское платье Нового Времени. В 1666 году английский король Чарльз II внедрил новую британскую придворную моду под влиянием французского коллеги. Как он постановил, костюм мужчины должен включать длинный сюртук (камзол), жилет (тогда его называли петтикоат), шейный платок, парик, короткие брюки-бриджи до колен, белые чулки, туфли, шляпу. Следует отметить, что в описываемый период костюм носят придворные, аристократы, интеллигенция и является он придворным, официальным платьем.
В XVIII веке костюм оставался прежним, видоизменяясь в расцветке и особенностях покроя. Также в этот период его элементы перетекают из высокой в народную моду.

### Костюм в XIX веке
Следующие изменения приходятся на период регентства в Великобритании (1811—1820). Британский денди Джордж Браммел изобрёл строгий мужской костюм современного типа. Тогда он включал в себя тёмный, обычно чёрный фрак, белую рубашку, белый шейный платок, светлого оттенка жилет и брюки, высокие чёрные сапоги. Новая простота и строгость радикально отличается от присущей предыдущим векам пышности и яркой цветовой палитры. Кроме того, Джордж ввёл купание в ежедневный туалет.
С началом Викторианской эпохи в Великобритании изменилась и мода. К середине XIX века стали популярными сюртук и визитка. У последней впереди был широкий разрез, что делало её удобной для верховой езды. Их надевали днём и на официальные мероприятия, фрак же с этого времени становится вечерней одеждой и сохраняет эту позицию ещё целое столетие. Жилет носился под все виды верхней одежды. Неотъемлемыми элементами костюма были шляпа-цилиндр и перчатки. Из Англии костюм распространился на всю Европу, а также восток США. Колонизация мира приносила новую моду в самые отдалённые его уголки.
Во второй половине XIX века начал зарождаться прямой пиджак, который вместе с брюками и жилетом образовал тот костюм, что сегодня именуется классическим. Также в моду вошли фетровая шляпа и котелок для прохладной погоды и соломенная шляпа-канотье для летней жары. Новые головные уборы постепенно заменили цилиндры.
В конце XIX века появились неформальные удобные костюмы, предназначенные для занятий спортом, или ношения в загородной местности или на побережье. Здесь можно отметить вязаные жилеты или джемперы, которые давали большую свободу действия при охоте, рыбалке, спорте, загородные ботинки и сапоги, пиджаки из грубой ткани с поясом, стягивающим их по талии, кепки-восьмиклинки, гетры для ношения с бриджами. Однако было зазорным носить такую одежду повседневно—это считалось недостойным джентльмена, ровно как и появиться в одной рубашке.
Для вечерних приёмов обычно надевали фрак и белый галстук, но в конце века в моду вошёл смокинг, который обычно носили с чёрным галстуком. Название «смокинг» костюм получил, попав в США. Изначально это был костюм для курения — стряхивать пепел было не культурно, а с атласных лацканов счищать его было легко. Американцы начали носить его раньше, после Первой мировой войны он получил повсеместное распространение.

### Костюм в XX веке
Начало XX века в Великобритании ознаменовалось так называемой Эдвардианской эпохой. Сюртуки стали менее популярной, консервативной, одеждой, в основном люди предпочитали визитки или пиджаки. Получили популярность чёрные галстуки, их надевали на частные мероприятия, которые проходили, как правило, без дам. Фрак стал использоваться наряду со смокингом. Последний получил повсеместное распространение после Первой мировой войны, консервативные англичане признали его окончательно лишь в 1920-х гг.
В Северной Америке популярность приобрёл костюм-«саке». Однако, по отношению к обычному деловому костюму, он считается несколько менее «формальным», так как плотно лежит только на плечах, не имея боковых вытачек. Склонные к полноте американцы по достоинству оценили свободный крой костюма.
На фото рядом показаны лидеры во время Версальской конференции. На неформальных встречах, как например, в данной ситуации, они одеты в визитки и пиджаки. На официальных встречах же на них длинные сюртуки.
После завершения Первой мировой войны, в 1920-х визитка стала официальной одеждой, в повседневной жизни стали популярны пиджаки. Более консервативная часть общества носила длинные сюртуки, или, как их прозвали, «Пальто Принца Альберта». Популярны галстуки тёмных тонов. В моду вошли широкие прямые брюки. Особо широкие брюки прозвали «Оксфордские мешки»—их носили в знак протеста студенты Оксфордского университета, которым запрещали носить бриджи, поверх таковых. В 20-40 х гг. была тенденция носить брюки с высокой талией. На протяжении всех 20-х гг. носились однобортные костюмы, двубортные предпочитали консервативные и пожилые люди. Кроме того, в 20-х гг. было модно сочетать двубортный жилет по 4 пуговицы с каждой стороны и однобортные костюмы.
1930-е гг. ознаменовались образом статусного, могучего мужчины, гангстера-мафиози в каком-то роде—широкие лацканы, массивные плечи, широкие брюки. В 1930-х (и вновь в 1970-х) в моде были длинные пиджаки и жилеты. С 1940 года стали производиться новые, неудобные жилеты, и многие мужчины стали на них жаловаться — они топорщились, когда они садились или наклонялись. На два десятилетия в моде укрепились двубортные пиджаки.
1940-е-1950-е года характеризуются большим разнообразием костюмов и их упрощением. Пальто, сюртуки и пиджаки делались прямыми, а в 1960-х гг. двубортные костюмы выходят из моды.
На рубеже 1950-х и 1960-х гг. жилет перестал быть обязательной частью костюма, однако используется по настоящее время. С «джинсовой революцией» также вышли из повсеместного употребления классические шляпы. В 60-х гг. популярны костюмы-двойки с прямыми пиджаками.
Конец 1960-х — начало 1970-х гг. — небольшой всплеск популярности пиджаков в стиле Неру (застёгиваются под горло, с высоким воротником — в Соединённые Штатах их носил, например, Джонни Карсон.
В 1970-х гг. в моду вернулись длинные пальто и жилеты — отчасти под влиянием популярного фильма «Лихорадка субботнего вечера». Костюмы-тройки ассоциировались также с диско-культурой.
В поздние 70-е многие компании, в первую очередь Haggar, популяризировали костюмы-двойки, а также впервые представили возможность покупать элементы костюма по отдельности.
В 1980-е гг. большинство производителей делают костюмы-двойки, те же немногие, которые продолжили делать жилетами, делали их однобортными и на 4 пуговицы.
К 1985-1986 гг. мода на костюмы-тройки постепенно изживала себя, уступая место приталенным двубортным и однобортным костюмам-двойкам.
Начиная с 60-х гг. классические костюмы перестали быть повседневной одеждой. Брюки в массах уступали место джинсам, пиджаки и сюртуки — свитерам, футболкам и др. одежде, туфли — ботинкам и кроссовкам. Вошли в моду свитера-жилеты с вырезами, ставшие популярнее классических жилетов.

### Костюм в XXI веке
В 90-х годах XX и в начале XXI века был небольшой всплеск популярности двубортных костюмов, но вскоре он завершился.
В настоящее время костюмы-двойки популярнее костюмов-троек. Пиджак и брюки как правило сшиты из одного материала, для делового костюма это часто шерсть. В прошлом десятилетии популярными были однобортные пиджаки на трех пуговицах, сейчас в моду вошли пиджаки на двух пуговицах с узкими лацканами и укороченными полами. Однако в продаже есть варианты вплоть до четырёх пуговиц.
В настоящее время классические костюмы носятся либо ценителями классического стиля, либо по особым случаям. Также вошли в моду предметы классического стиля, но в современной обработке, как то пиджаки с яркими расцветками и рисунками, разноцветные брюки-джинсы и т. п.

## История женского костюма
Женский костюм начал зарождаться в 1660-е гг., когда в женском костюме для верховой езды появилось сочетание пальто/жакета и юбки. Подобная же одежда, не связанная в верховой ездой, появилась в конце XIX века. Здесь нужна лингвистическая справка. Эту одежду называли costume, но не suit. Оба слова на русский переводятся как «костюм». Но в первом случае — костюм как совмещение предметов одежды, а во втором имеется в виду костюм как классическая одежда, по аналогии с мужской одеждой. Так вот, данная форма одежды стала классическим костюмом только после Первой мировой войны.
Портные, делая женские костюмы, использовали мягкие ткани и стремились подчеркнуть женственность в своих работах. Костюм с юбкой стал повседневной женской одеждой, его надевали, когда шли на работу или по городу. На полуофициальные мероприятия надевали коктейльные костюмы.
В середине XX века появился деловой женский костюм — обычно состоящий из жакета и юбки, чаще тёмного оттенка. Под него обычно носят светлую рубашку, колготы (либо чулки) и туфли, реже нашейные украшения и нагрудные платки.
В 1964 году дизайнер André Courrèges внедрил женские костюмы с брюками. Они стали использоваться наряду с юбочными. И те, и другие к 1970-м — 1980-м укрепились в качестве постоянной официальной одежды для женщин. Отчасти этому поспособствовал бестселлер Dress for Success.

## Элементы костюма
Костюмы могут быть весьма разнообразными, в зависимости от выбора стиля и конкретных элементов одежды.

### Тип покроя
В зависимости от покроя костюм (пиджак, смокинг или сюртук) может быть однобортным и двубортным. Костюмы первого типа наиболее распространены, в них левая и правая стороны перекрываются незначительно, а пуговицы расположены на правом борте (у женского соответственно на левом). Двубортные же костюмы являются признаком консервативного стиля. Периодически проходят вспышки их популярности, но они не продолжаются дольше нескольких лет. В двубортных костюмах левая часть сильно перекрывает правую, а пуговицы расположены в два симметричных ряда. Часто дальний ряд просто декоративен, однако есть варианты и с застёгиванием обоих рядов.
Двубортные костюмы выглядят более официально и элегантно, они всегда носятся под галстук. Однобортная же модель может дополняться жилетом, как правило, однобортным, однако встречаются и двубортные модели.
Также по покрою костюмы можно разделить на три основные категории:
Английский покрой — для подобных моделей допустимы однобортные и двубортные пиджаки на 2-3 и 4-6 пуговиц соответственно. Пиджак обязан иметь слегка подбитые плечи, неширокие прямоугольные или заострённые лацканы с петлицей, стянутую талию, два внешних кармана с клапанами и две шлицы на спине. Также может присутствовать дополнительный «билетный» карман на правом борту. Брюки, как правило, достаточно узкие, могут иметь защипы и манжеты. Подобный покрой позволяет подчеркнуть линию плеч и талию, создавая более агрессивный и мощный силуэт; подходит обладателям атлетичный или худощавой фигуры. Классические рисунки английского костюма - клетка («Принц Уэльский», «Глен», «Тартан») и «ёлочка».
Итальянский покрой  — отличается более расслабленным силуэтом, получаемым, в том числе, отсутствием большей части подкладки, модели выполнены преимущественно из лёгких тканей (лён, хлопок, сирсакер). Пиджак, по сравнению с английским, имеет менее выраженную бортовку и более широкие лацканы. У более строгих костюмов плечи сильно расширены по сравнению с английским вариантом, на повседневных моделях плечевые подкладки небольшие и могут отсутствовать вовсе. Традиционно итальянский пиджак также не имеет шлиц, однако, достаточно распространены модели с одинарной фигурной шлицей. Брюки прямые и без защипов, с высокой посадкой на талии.
Американский покрой — характеризуется более свободным покроем и не столь выраженной посадкой по фигуре. Пиджак прямой и может быть слегка укорочен, без ярко выраженных плечевых подкладок. Сзади имеет одну шлицу посередине. Брюки свободные, ввиду своей ширины обязаны иметь полный залом книзу.

## Мужской деловой костюм
Деловой костюм является де-факто формой одежды в бизнесе и на официальных мероприятиях. Состоит обычно из пиджака и брюк, выполненных из ткани одного типа и предназначенных для ношения вместе.
Костюм может приобретаться как готовым, так и изготовляться на заказ. Индивидуальный пошив также подразделяется на т.н. Made-to-Measure и Bespoke. В первом случае портной работает с уже готовыми заводскими лекалами, подгоняя их для клиента. На сегодняшний день костюмы Made-to-Measure предлагают многие бренды, также продающие и уже готовые модели (Henderson, Massimo Dutti, Gucci, Emporio Armani и т.д.). Во втором же изделие шьётся с самого начала строго по меркам заказчика. Наиболее предпочтительным вариантом является второй, так как это позволяет пошить костюм, идеально подходящей фигуре конкретного человека. Такой способ в то же время является наиболее дорогостоящим, а также есть риск, что параметры заказчика изменятся с того момента, как с него сняли мерки.
Готовые костюмы позволяют значительно сэкономить, но не обеспечивают должного удобства и, зачастую, достаточного качества изготовления.
Качество пошива костюма определяется по швам, которые должны быть ровными и гладкими, небольшим деталям (как то: качество пуговиц, подгонка материала по рисунку, возможность расстегнуть пуговицы на рукавах и др.), а также по внешнему виду в целом.